# Красная Дубрава (Корсаковский район)
Красная Дубрава — деревня в Нечаевском сельском поселении Корсаковского района Орловской области России.

## География
Деревня расположено в 98 км на северо-восток от Орла, на берегу реки Раковка.

## Население
| 1857 | 2010 |
| ---- | ---- |
| 481  | ↘20  |